# Neuer Jüdischer Friedhof (Dresden)

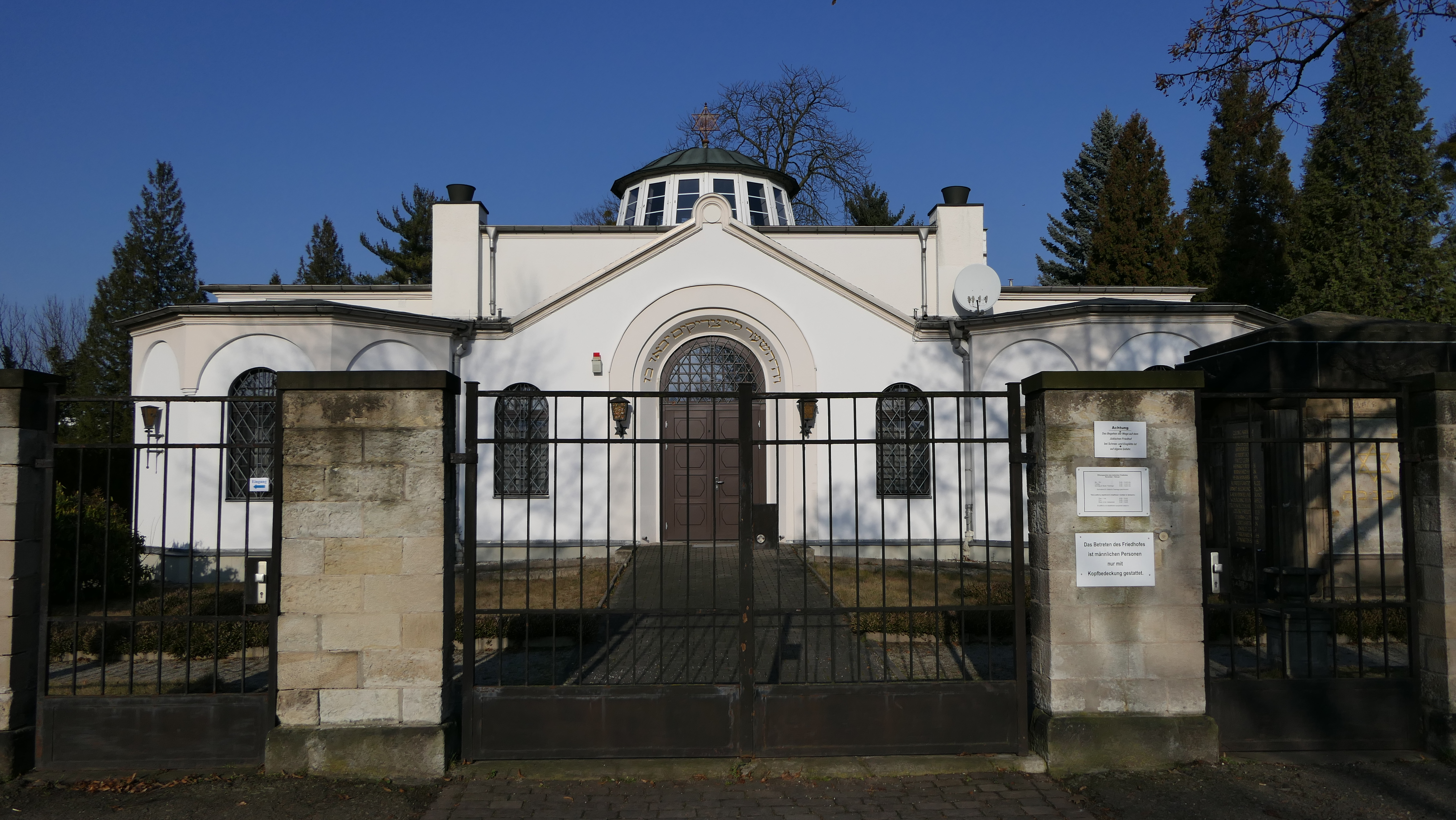
Eingang Neuer Jüdischer Friedhof Dresden (2018)

Der Neue Jüdische Friedhof ist der zweite jüdische Friedhof Dresdens und befindet sich neben dem Trinitatisfriedhof auf der Fiedlerstraße, Ecke Fetscherstraße. Auf einer Fläche von 13900 Quadratmetern befinden sich etwa 2600 Grabstellen.

## Geschichte

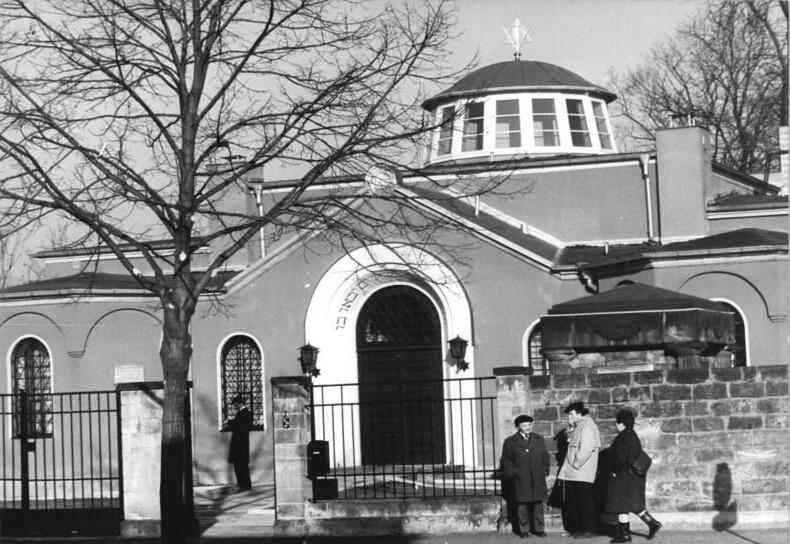
Trauerhalle des Friedhofs, von 1950 bis 2002 Synagoge der jüdischen Gemeinde Dresdens

Um 1860 war der Alte Jüdische Friedhof, zu seiner Zeit der erste jüdische Friedhof Sachsens, zu klein geworden. Am 9. September 1864 erwarb die jüdische Gemeinde für 1000 Taler ein an den Trinitatisfriedhof angrenzendes Grundstück vom Staatsfiskus des Königreiches Sachsen und gründete hier 1866 den zweiten Friedhof. Im selben Jahr wurde die Totenhalle nach Entwürfen von Ernst Giese errichtet. Der Neue Jüdische Friedhof wurde am 2. Juni 1867 feierlich eröffnet, die erste Beerdigung fand 1868 statt. Die wachsende jüdische Gemeinde machte 1890 eine Erweiterung nach Norden erforderlich.
Im Gegensatz zu anderen jüdischen Friedhöfen nahm dieser Friedhof Traditionen christlicher Friedhöfe auf: Es war nicht vorgeschrieben, dass die Gräber nach Osten ausgerichtet sind, Blumenschmuck und christliche Symbole auf Grabsteinen waren erlaubt und ab 1911 auch Feuerbestattungen zugelassen. Schon 1917 war der Neue Jüdische Friedhof wieder zu klein geworden. Stadtverwaltung und Gemeinde einigten sich auf eine jüdische Abteilung auf dem geplanten Heidefriedhof. Dieser Plan wurde nach der Machtergreifung der Nationalsozialisten nicht mehr ausgeführt. Es mussten auch ehemalige Wege als Grabstellen genutzt werden.
Der Friedhof blieb während der Zeit des Nationalsozialismus geöffnet und war zu dieser Zeit ein wichtiger sozialer Treffpunkt der jüdischen Gemeinde. 1943 wurden sämtliche Schmuckelemente und Gitter aus Metall entfernt und der Rüstungsproduktion zugeführt.

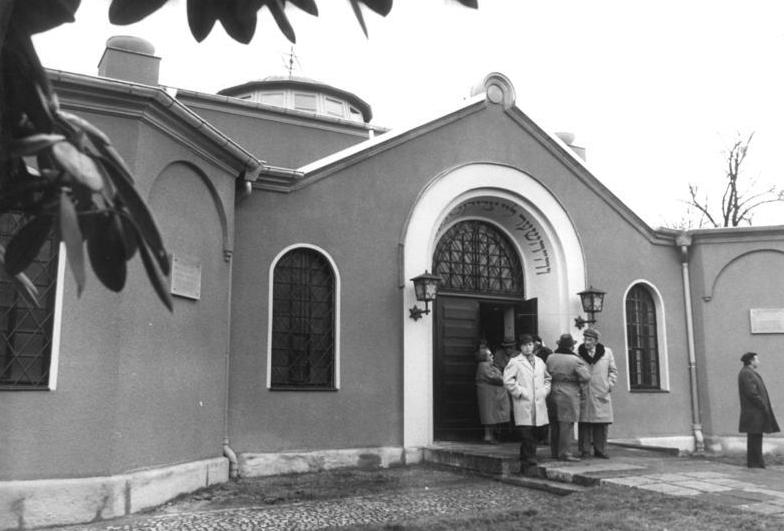
Bis 1990 war der Zugang zur Synagoge und heutigen Totenhalle mit Grabplatten ausgelegt

Während der Bombardierung Dresdens am 13. Februar 1945 wurden zahlreiche Gräber zerstört oder beschädigt. Die Totenhalle brannte vollkommen aus. Sie wurde nach Ende des Krieges von Edmund Schuchardt wieder aufgebaut und, da die Semper-Synagoge während der Novemberpogrome 1938 zerstört worden war, zur Synagoge umgebaut. Die Einweihung der Synagoge erfolgte am 18. Juni 1950. Auf ihrer Kuppel wurde der gerettete Davidstern der Semper-Synagoge angebracht. Da eine Synagoge nicht auf einem Friedhof stehen darf, legte man eine Trennhecke zum Gräberfeld hin an. Mit der Einweihung der Neuen Synagoge im Jahr 2002 erhielt das Gebäude seine Funktion als Totenhalle zurück. Der originale Davidstern befindet sich seit 2001 im Eingangsbereich der Neuen Synagoge, die Totenhalle erhielt ein Duplikat des Sterns.
Ab 1947 erfolgte auch die teilweise Wiederherstellung zerstörter Grabstellen. Die Pflege des Friedhofs, auf dem einzelne Grabfelder mit der Zeit für Beerdigungen geschlossen wurden, erfolgte in der Zeit der DDR auch durch Initiative der Aktion Sühnezeichen. Im Jahr 1990 wurde der Zugang zur damaligen Synagoge mit neuen Wegplatten belegt. Bis dahin waren Grabsteine als Platten genutzt worden. Es ist nicht bekannt, ob diese zu Zeiten des Nationalsozialismus verlegt werden mussten oder ob sie nach Kriegsende aufgrund Materialmangels genutzt wurden. In den 1990er-Jahren kam es mehrfach zu Schändungen und mutwilligen Beschädigungen von Grabstellen. Am 29. August 2010 wurde ein Brandanschlag auf die Totenhalle verübt. Im Oktober 2013 wurden auf mehreren Friedhöfen in Dresden Grabskulpturen aus Buntmetall gestohlen, darunter bei mehreren Einbrüchen auch Inschriftplatten und Ornamente auf dem Neuen Jüdischen Friedhof. Betroffen war unter anderem das Grab von Georg Arnhold.
Im Jahr 2014 konnte der Friedhof um ein etwa 2000 Quadratmeter großes Grundstück an der Südwestseite erweitert werden. Das war aufgrund der wachsenden jüdischen Gemeinde in Dresden notwendig geworden.
Im Jahr 2002 befanden sich rund 3000 Grabstellen auf dem Friedhof. Damit gehört er zu den größten jüdischen Friedhöfen Sachsens.

## Gräber

### Gedenkstätten

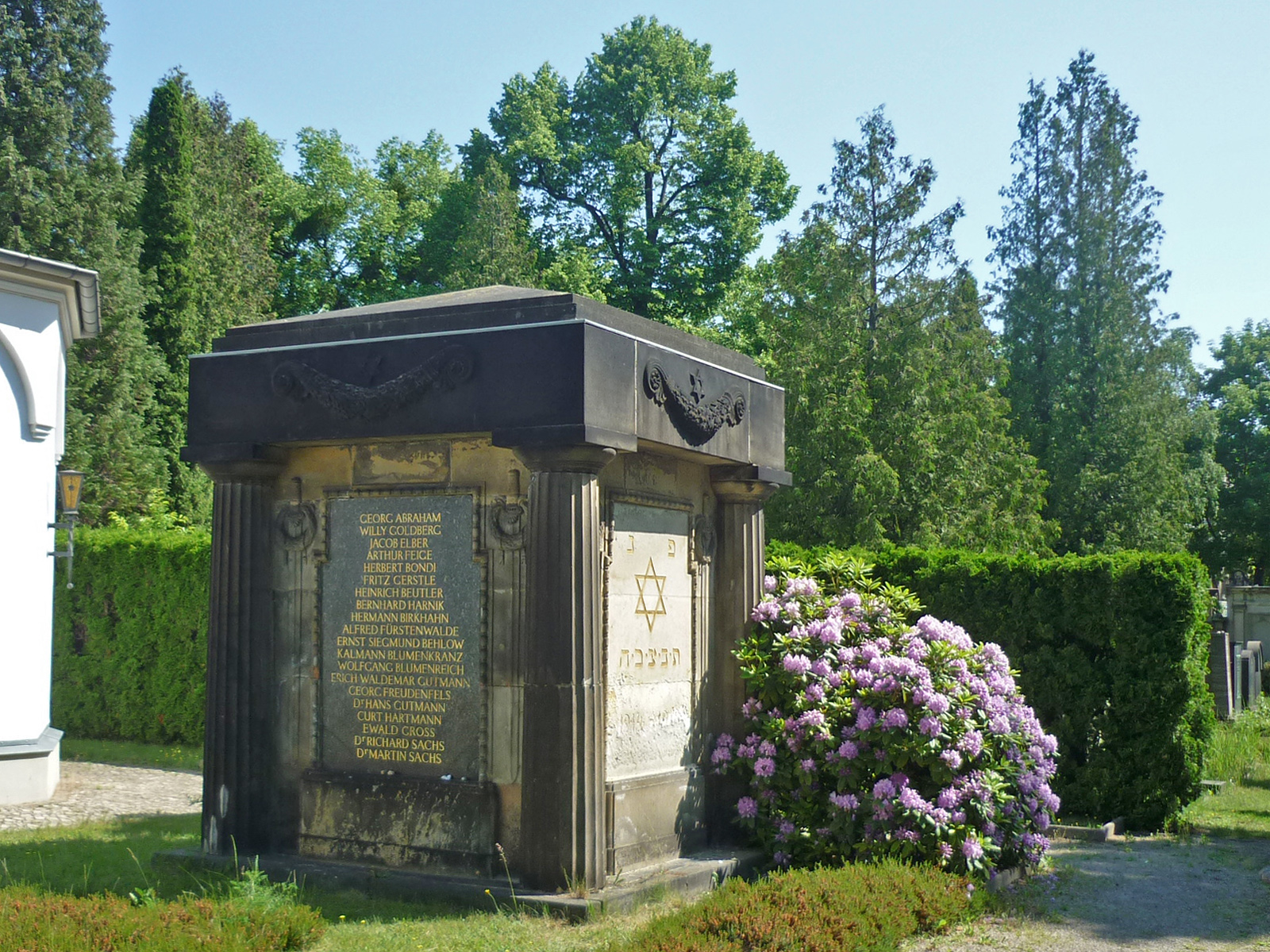
Ehrenmal für die jüdischen Opfer des Ersten Weltkriegs aus dem Jahr 1916

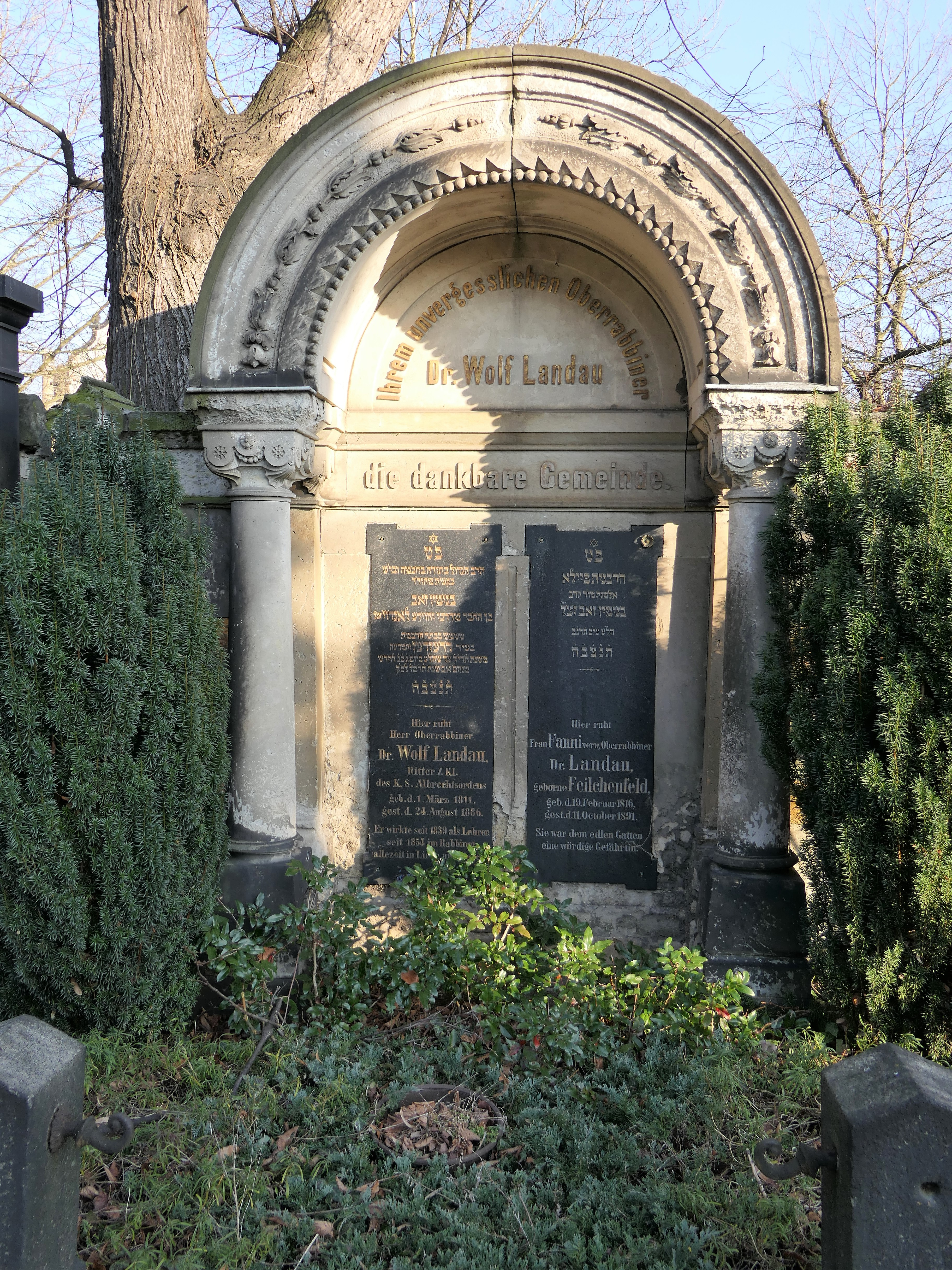
Grab von Wolf Landau

Im Jahr 1916 wurde auf Initiative des damaligen Gemeindevorstehers Max Elb ein Ehrenmal für die im Ersten Weltkrieg gefallenen Juden errichtet. Das zu der Zeit wahrscheinlich erste Ehrenmal seiner Art wurde von dem Leipziger Architekt Wilhelm Haller geschaffen. Es befindet sich vor der Totenhalle.
Hinter der Trauerhalle steht ein Denkmal für 20 von Faschisten ermordete Juden der Jahre 1933 bis 1945. Ihre Gräber waren durch die Bombardierung 1945 zerstört worden, sodass 1950 ihre erneute Bestattung in einem Urnengemeinschaftsgrab erfolgte. Am 22. April 1975 wurden auf dem Friedhof während des Faschismus geschändete Thorarollen in einem Thoragrab beerdigt. Seit 1994 befindet sich ein Ehrenmal für die Opfer des Nationalsozialismus am Ende des Friedhofs. Es schuf der ungarische Künstler Matyas Varga.

### Gräber bekannter Persönlichkeiten
- Heinz-Joachim Aris (1934–2017), Funktionär
- Helmut Aris (1908–1987), Präsident des Verbandes der Jüdischen Gemeinden in der DDR
- Georg Arnhold (1859–1926), Bankier
- Rudolf „Rolf“ Axen (1912–1933), KPD-Funktionär und Bruder von Hermann Axen
- Joseph Bondi (1818–1897), Bankier
- Fritz Brauer (1889–1939), Baumeister
- Heinrich Conradi (1876–1943), Bakteriologe und Hygieniker
- Helmut Eschwege (1913–1992), Historiker und Dokumentarist
- Bruno Gimpel (1886–1943), Maler und Grafiker
- Anna Joachimsthal-Schwabe (1892–1937), Lyrikerin
- Gustav Klemperer von Klemenau (1852–1926), Bankier
- Wolf Landau (1811–1886), Oberrabbiner der Jüdischen Gemeinde Dresden
- Emil Lehmann (1829–1898), Jurist, Politiker
- Siegfried Lewinsky (1881–1958), Schauspieler
- Fritz Meinhardt (1899–1943), deutscher Arbeiterfunktionär, Kommunist und antifaschistischer Widerstandskämpfer
- Julius Wahle (1861–1940), Literaturwissenschaftler
- Jakob Winter (1857–1940), Oberrabbiner der Jüdischen Gemeinde Dresden
- Julius Ferdinand Wollf (1871–1942), Journalist und Zeitungsverleger, DNN-Chefredakteur